# Czeremoski Park Narodowy
Czeremoski Park Narodowy (ukr. Національний природний парк «Черемоський» – trb. Nacionalnyj pryrodnyj park „Czeremośkyj”) – park narodowy utworzony w 2009 roku, położony w południowo-zachodniej części Ukrainy, w obwodzie czerniowieckim, tuż przy granicy z obwodem iwanofrankiwskim oraz Rumunią. Siedziba jego administracji znajduje się w Putyle.

## Charakterystyka

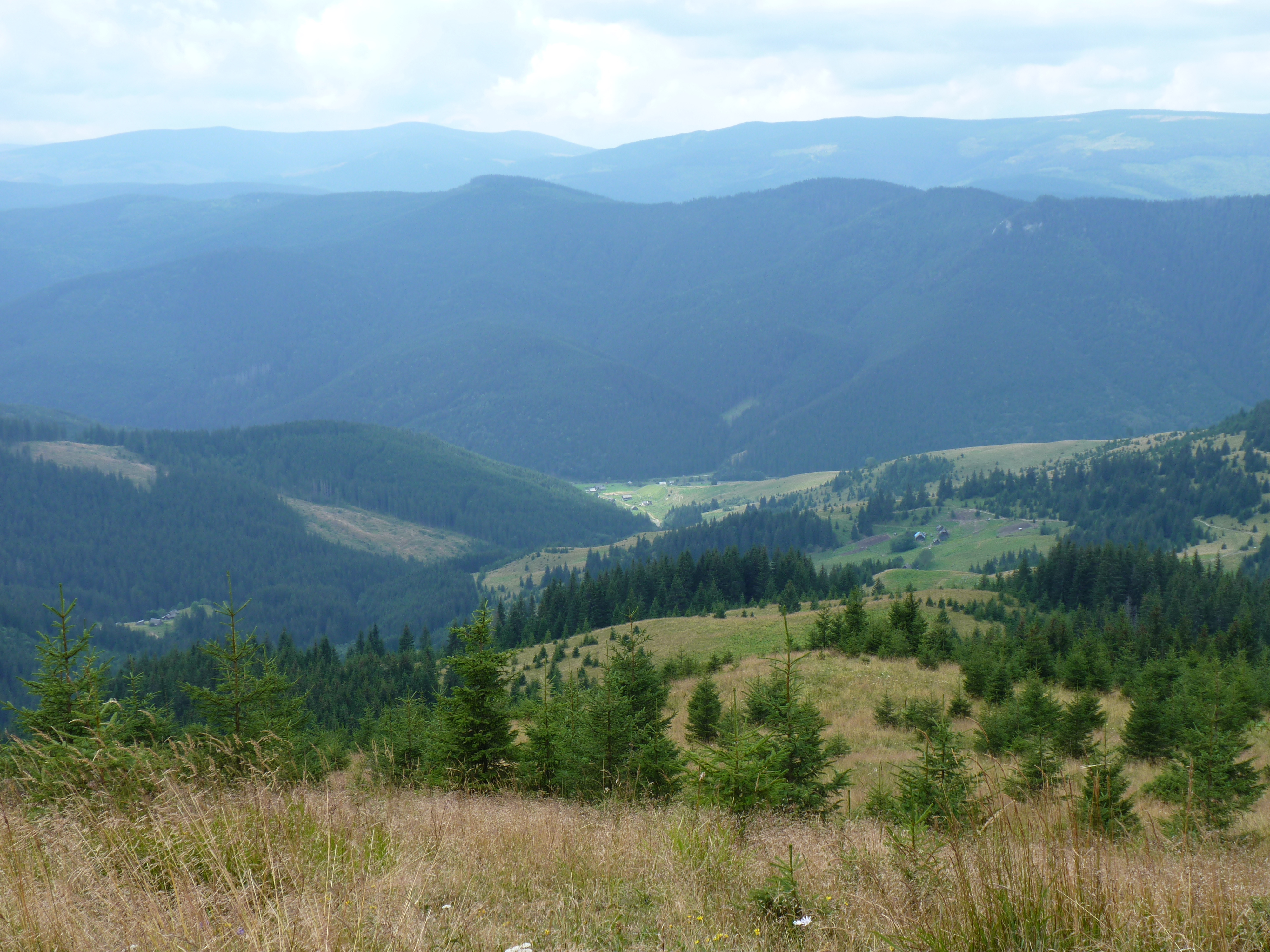
Grzbiet Czornyj Dił (2014)

Czeremoski Park Narodowy znajduje się Karpatach ukraińskich, w południowo-zachodniej części kraju, w rejonie wyżnickim, na zachodzie obwodu czerniowieckiego. Jest to jeden z najbardziej niedostępnych regionów Ukrainy, dzięki czemu zachował swój pierwotny charakter. Występują tu głównie naturalne bory świerkowe, a także reliktowa populacja sosny limby (Pinus cembra). Część grzbietów górskich porastają połoniny.
W granicach parku narodowego funkcjonują również mniejsze obszary chronione: rezerwat krajobrazowy Czornyj Dił (ukr. Заказник загально державного значення «Чорний Діл»), rezerwat krasowo-speleologiczny Mołocznobratśkyj karstowyj masyw (ukr. Карстово-спелеологічний заказник «Молочно-братський карстовий масив») oraz pomnik przyrody Biłyj Potik (ukr. Комплексна пам’ятка природи «Білий потік»).
Obszar parku wchodzi w skład historycznej krainy zwanej Huculszczyzną. We wsi Pidzacharyczi znajduje się Muzeum Etnografii i Krajoznawstwa Huculszczyzny (ukr. Музей етнографії та краєзнавства Гуцульщини), a we wsi Putyła – Dom-muzeum pisarza Jurija Fedkowycza (ukr. Музей-садиба Юрія Федьковича). We wsi Sarata znajduje się zabytkowy drewniany kościół św. Jana Chrzciciela, natomiast w 2015 roku pracownicy parku narodowego wybudowali na szczycie góry Tomnatyk kaplicę św. Eustachiusza – najwyżej położone sankturaium w ukraińskich Karpatach (1518 m n.p.m.).
Na terenie parku narodowego zachowało się kilka klauz, które niegdyś służyły do spławiania drewna pozyskiwanego z karpackich lasów, m.in. klauza Kronprynca Rudolfa, klauza Łostuń, klauza Perkałab i klauza Czorna Rika. Na szczycie góry Tomnatyk w masywie Tomnatykuł znajduje się opuszczona radziecka baza obrony przeciwlotniczej „Pamir”, funkcjonująca w latach 1950–1995.

### Geomorfologia

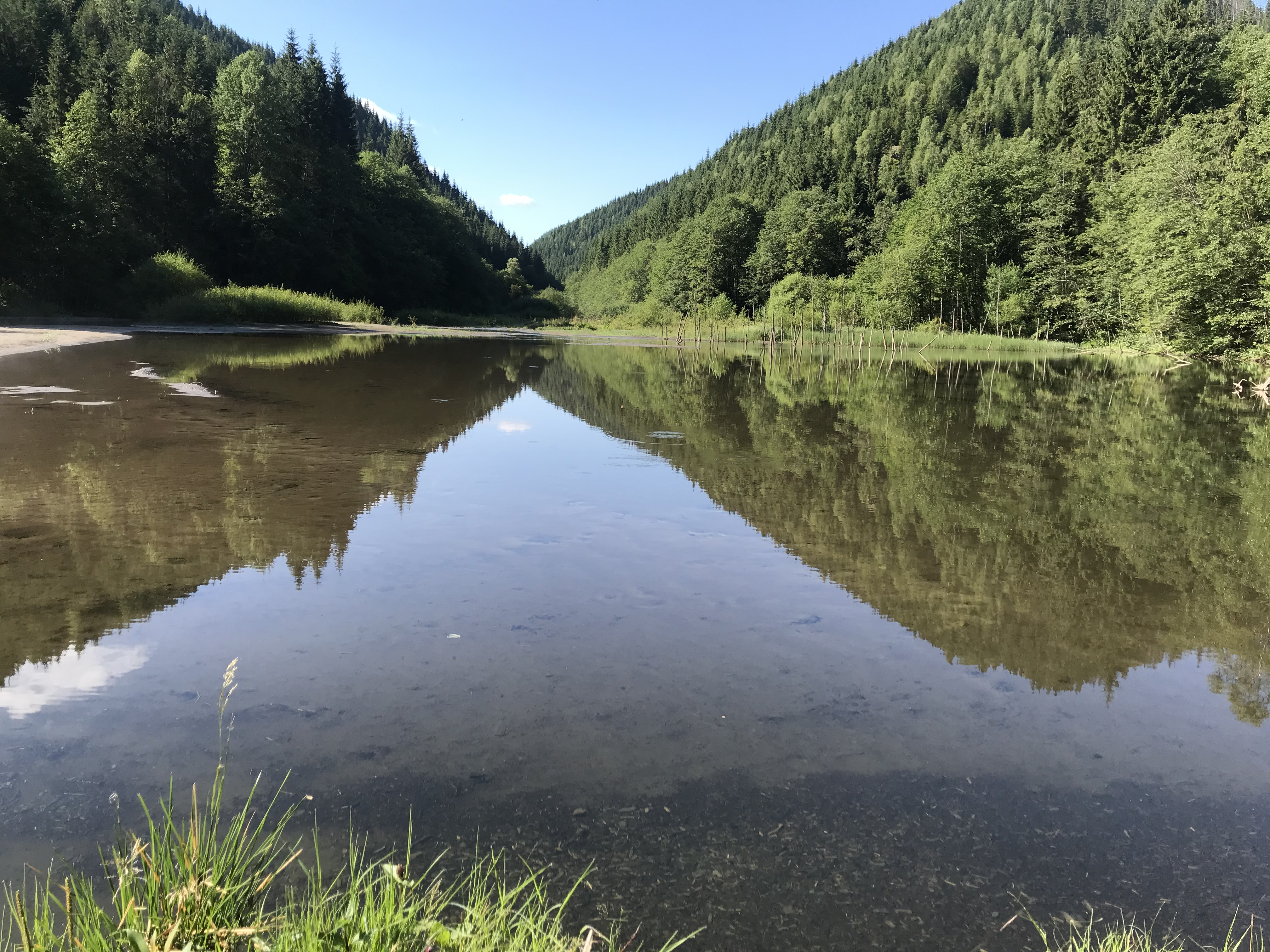
Rzeka Perkałab (2020)

Teren parku stanowi północny fragment Gór Czywczyńskich wchodzących w skład masywu Gór Rachowsko-Czywczyńskich, które należą do Karpat Marmaroskich. Tworzą go dwa grzbiety o przebiegu południkowym: Góry Jałowyczorskie – Tomnatykuł (najwyższy szczyt: Jarowycia, 1574 m n.p.m.) oraz Czornyj Dił (najwyższy szczyt o wysokości 1480 m n.p.m.). Od sąsiednich pasm górskich oddzielają je głęboko wcięte doliny rzek Perkałab i Sarata. Najniższy punkt parku narodowego znajduje się na wysokości 947 m n.p.m. w miejscu, gdzie rzeki te łączą się ze sobą, tworząc Biały Czeremosz. Niewielkie fragmenty parku położone są w Zewnętrznych Karpatach Wschodnich.
Rzeźba terenu we wschodniej części parku ma charakter łagodny ze względu na powstanie w osadach fliszu karpackiego, a nachylenia stoków nie przekraczają 15° u podstawy i 20° wzdłuż grzbietów gór. Zachodnia część parku wyróżnia się natomiast bardziej urozmaiconą rzeźbą, z bardziej stromymi i zbudowanymi ze skał węglanowych szczytami wyróżniającymi się w przeważnie pagórkowatym krajobrazie. Nachylenie stoków sięga 35°, miejscami tworząc urwiska o nachyleniu nawet 55°. Lokalnie na zboczach występują gołoborza oraz pojedyncze głazy.
W parku znajdują się też malownicze formacje skalne (np. skały „Żaba”, „Kamjana bahaczka” i ściana „Torakiwśka stinka”) oraz wodospady (m.in. Kizia, Sykało i Suczawśkyj Huk).

### Fauna

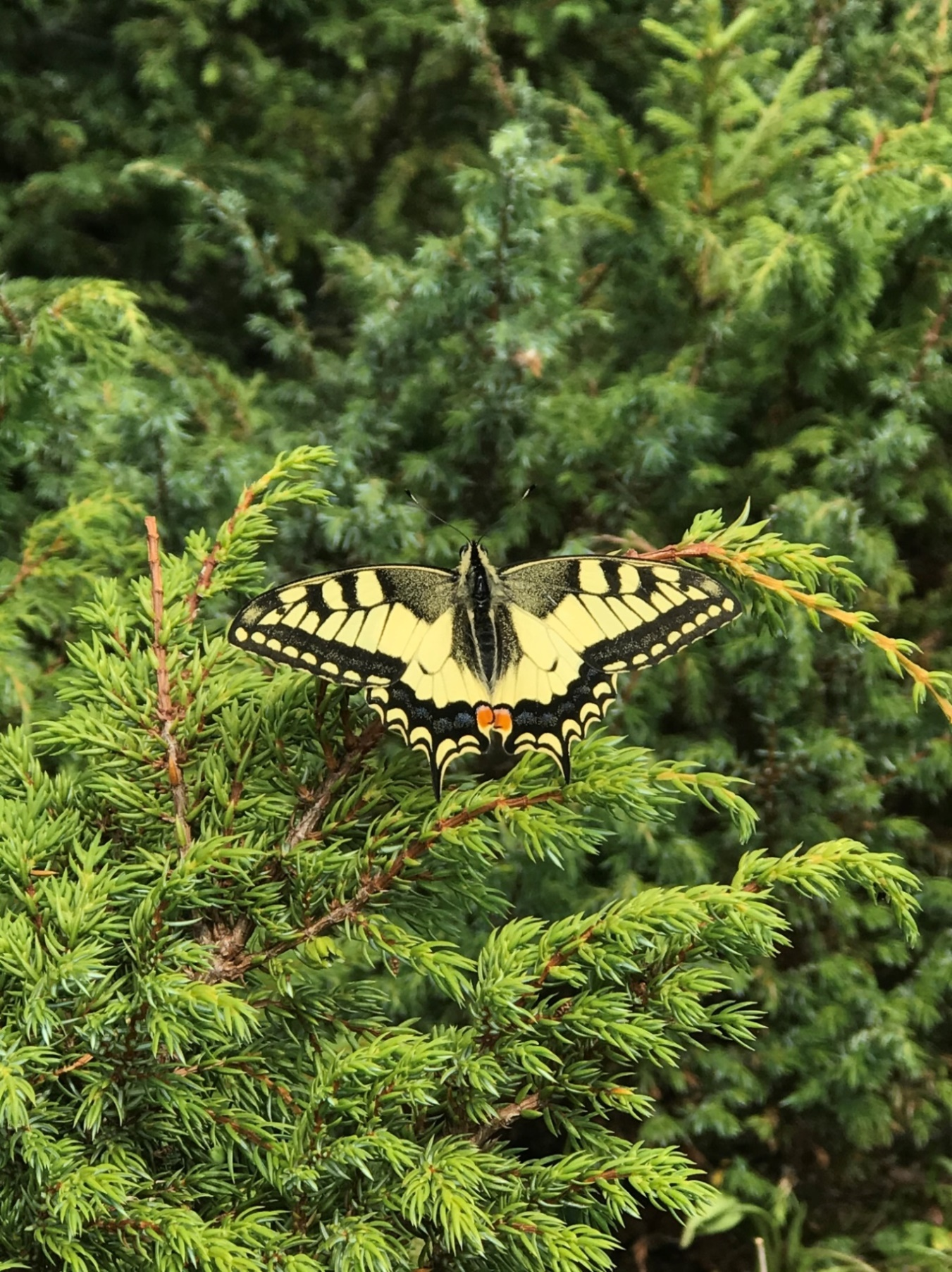
Paź królowej na terenie parku (2020)

Obszar Czeremoskiego Parku Narodowego charakteryzuje się dużą różnorodnością występującej tu fauny. Stwierdzono na tym terenie obecność 1537 gatunków zwierząt, w tym 1320 gatunków bezkręgowców (spośród których zdecydowanie przeważają owady – 1229 gatunków) i 217 gatunków kręgowców.
Do rzadkich gatunków bezkręgowców występujących na terenie parku i wpisanych do ukraińskiej czerwonej księgi gatunków zagrożonych należą m.in. pokłonnik osinowiec (Limenitis populi), mieniak tęczowiec (Apatura iris), górówka manto (Erebia manto), mrówka rudnica (Formica rufa), pijawka lekarska (Hirudo medicinalis) i ślimak winniczek (Helix pomatia). Stwierdzono również obecność endemicznych gatunków ślimaków – Plicuteria lubomirskii oraz Trichia bielzi.
W parku narodowym żyje 58 gatunków ssaków, 132 gatunki ptaków, 6 gatunków gadów, 6 gatunków płazów, 14 gatunków ryb oraz 1 przedstawiciel bezżuchwowców – minóg ukraiński (Eudontomyzon mariae). Pospolicie występują tu przedstawiciele fauny iglastych lasów karpackich oraz tajgi, np. głuszec (Tetrao urogallus), a także gatunki stepowe i alpejskie, np. ryjówka górska (Sorex alpinus) czy traszka górska (Ichthyosaura alpestris).
Do endemitów karpackich notowanych na tym obszarze zalicza się m.in. rysia (Lynx lynx), jelenia szlachetnego (Cervus elaphus), żbika (Felis silvestris) i wiewiórkę pospolitą (Sciurus vulgaris). Spośród ssaków drapieżnych w parku narodowym oprócz rysia i żbika występują też wilki (Canis lupus), niedźwiedzie brunatne (Ursus arctos), borsuki (Meles meles) i lisy (Vulpes vulpes). Żyje tu również sarna europejska (Capreolus capreolus). dzik (Sus scrofa). wydra (Lutra lutra), zając szarak (Lepus europaeus) oraz norniki (Microtus sp.).
Różnorodna jest również awifauna obejmująca 132 gatunki ptaków, do których należą m.in. włochatka (Aegolius funereus), sóweczka (Glaucidium passerinum), orzeł przedni (Aquila chrysaetos), jastrząb (Astur gentilis) i krogulec (Accipiter nisus), a także liczni przedstawiciele rodziny wróblowatych i krukowatych.
78 gatunków zwierząt występujących na terenie Czeremoskiego Parku Narodowego figuruje w czerwonej księdze Ukrainy, są to m.in. traszka karpacka (Lissotriton montandoni), salamandra plamista (Salamandra salamandra), bocian czarny (Ciconia nigra), rzęsorek mniejszy (Neomys milleri), głowacica (Hucho hucho), podkowiec duży (Rhinolophus ferrumequinum), podkowiec mały (Rh. hipposideros) oraz wspomniane wcześniej: traszka górska (Ichthyosaura alpestris), orzeł przedni (Aquila chrysaetos), głuszec (Tetrao urogallus), minóg ukraiński (Eudontomyzon mariae) i inne.

### Flora

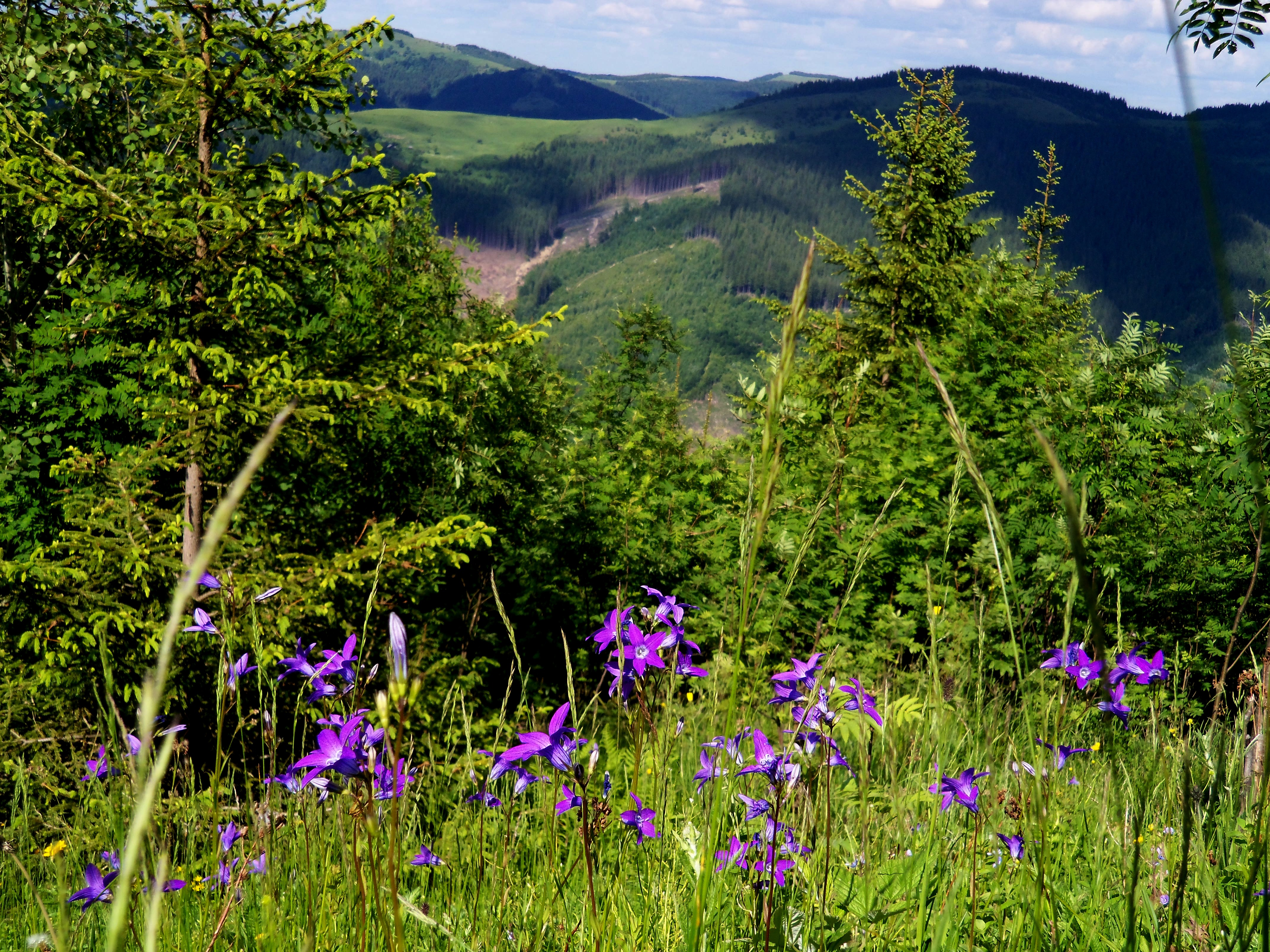
Roślinność na zboczach góry Jarowycia (2014)

Duża jest również różnorodność roślin występujących na obszarze Czeremoskiego Parku Narodowego. 54 gatunki figurują w ukraińskiej czerwonej księdze.
Lasy iglaste porastające park tworzone są głównie przez świerka pospolitego (Picea abies) i sosnę limbę (Pinus cembra), które wyparły jodłę pospolitą (Abies alba) i buka zwyczajnego (Fagus sylvatica). Niewielkie płaty lasów liścistych zdominowane są przez olszę szarą (Alnus incana), jarzęba pospolitego (Sorbus aucuparia), wierzbę iwę (Salix caprea) i wierzbę śląską (S. silesiaca) oraz bez koralowy (Sambucus racemosa).
Do rzadkich roślin tu rosnących zaliczane są m.in. szafran Heuffela (Crocus heuffelianus), miodunka miękkowłosa (Pulmonaria mollis), lepiężnik biały (Petasites albus), zawilec gajowy (Anemone nemorosa), łuskiewnik różowy (Lathraea squamaria), żywiec gruczołowaty (Cardamine glanduligera), wawrzynek wilczełyko (Daphne mezereum), knieć błotna (Caltha palustris), pierwiosnek wyniosły (Primula elatior) i śnieżyczka przebiśnieg (Galanthus nivalis), a także zarzyczka górska (Primula matthioli), tłustosz alpejski (Pinguicula alpina) i języczka syberyjska (Ligularia sibirica) występujące w kompleksie pomników przyrody Biłyj Potik.

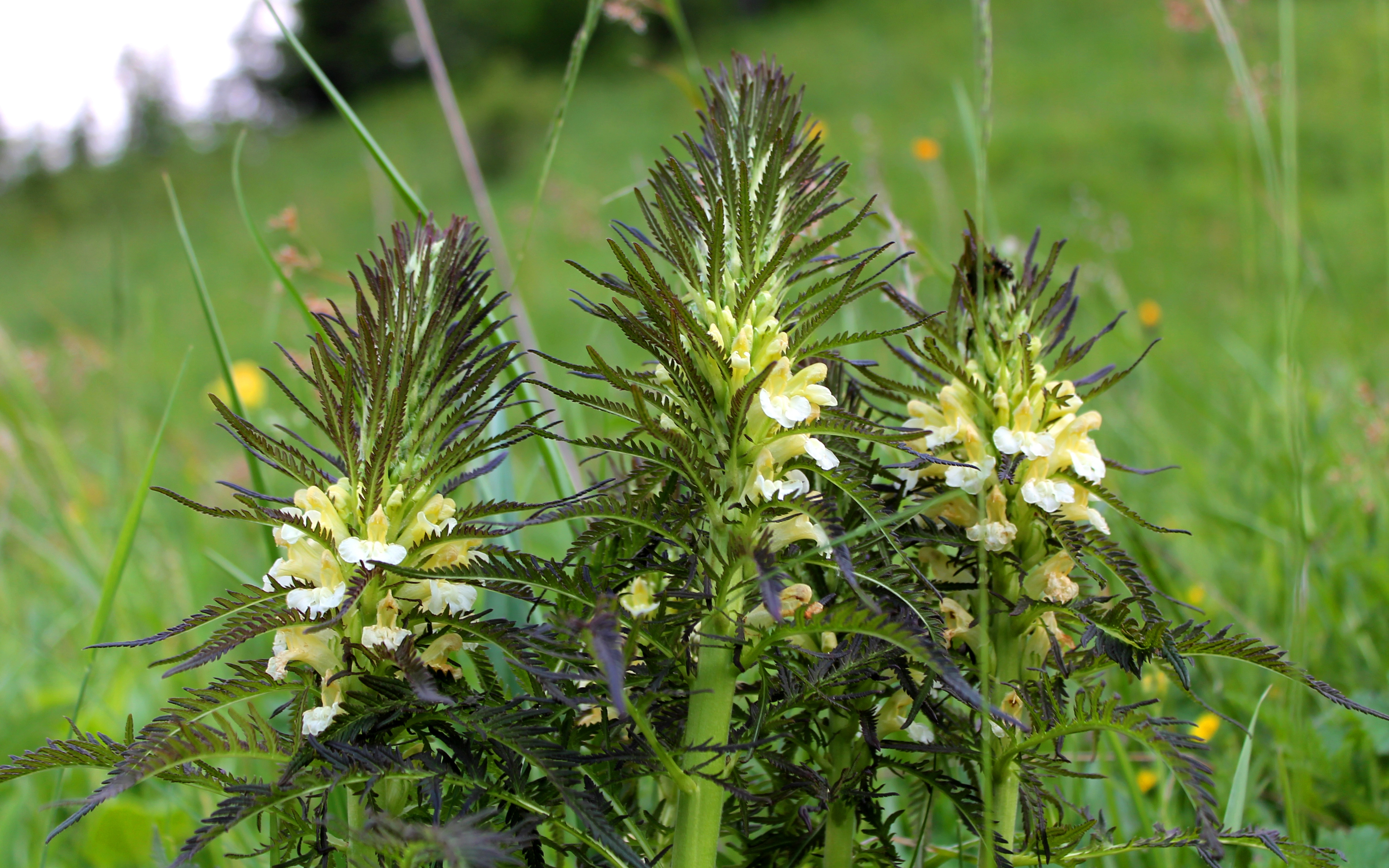
Gnidosz okazały (2014)

Bardziej rozpowszechnione są: arnika górska (Arnica montana), dziewięciornik błotny (Parnassia palustris), jarzmianka większa (Astrantia major), czosnaczek pospolity (Alliaria petiolata), pełnik europejski (Trollius europaeus), prosienicznik jednogłówkowy (Hypochaeris uniflora), kosmaczek pomarańczowy (Pilosella aurantiaca), starzec górski (Senecio subalpinus), naparstnica zwyczajna (Digitalis grandiflora) i dziewanna drobokwiatowa (Verbascum thapsus).
Miesiącem kwitnienia roślin na terenie parku jest czerwiec. Kwitnące wówczas gatunki, takie jak m.in. kukułka szerokolistna (Dactylorhiza majalis), lilia złotogłów (Lilium martagon), dąbrówka rozłogowa (Ajuga reptans), czarcikęs łąkowy (Succisa pratensis), bodziszek cuchnący (Geranium robertianum) i bodziszek żałobny (G. phaeum), modrzyk górski (Cicerbita alpina), wężymord stepowy (Scorzonera purpurea), gółka długoostrogowa (Gymnadenia conopsea), goździk skupiony (Dianthus barbatus subsp. compactus), zerwa kulista (Phyteuma orbiculare) i zerwa Phyteuma tetramerum oraz endemiczny chaber Centaurea maramarosiensis tworzą na łąkach malownicze, wielobarwne dywany.
Latem na grzbiecie góry Jarowycia masowo kwitną m.in. urdzik węgierski (Soldanella hungarica), szczawik zajęczy (Oxalis acetosella), fiołek wschodniokarpacki (Viola declinata), pięciornik kurze ziele (Potentilla erecta), rzeżucha łąkowa (Cardamine pratensis) i podbiałek alpejski (Homogyne alpina), zaś jej zbocza licznie porasta goryczka bezłodygowa (Gentiana acaulis). Typowymi gatunkami runa leśnego są natomiast miodunka węgierska (Pulmonaria rubra subsp. filarszkyana), kozłek trójlistkowy (Valeriana tripteris) i wilczomlecz Euphorbia carniolica.

## Galeria

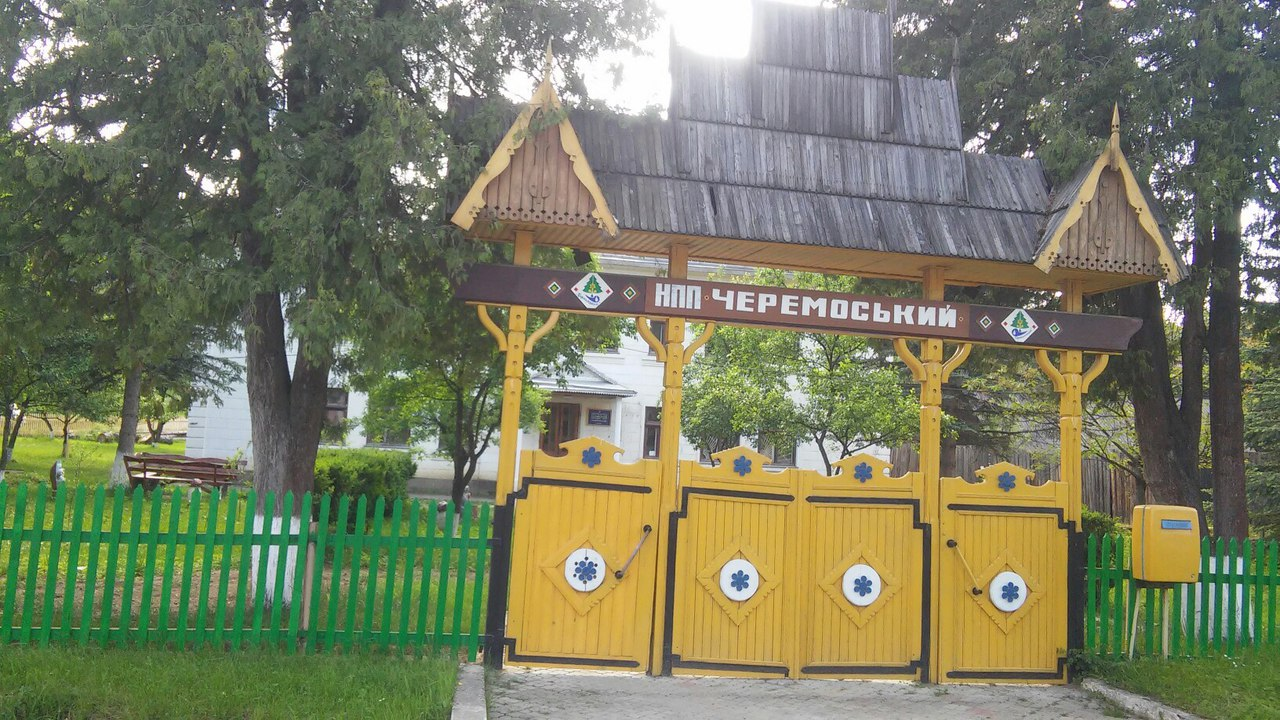
Administracja parku narodowego (2016)
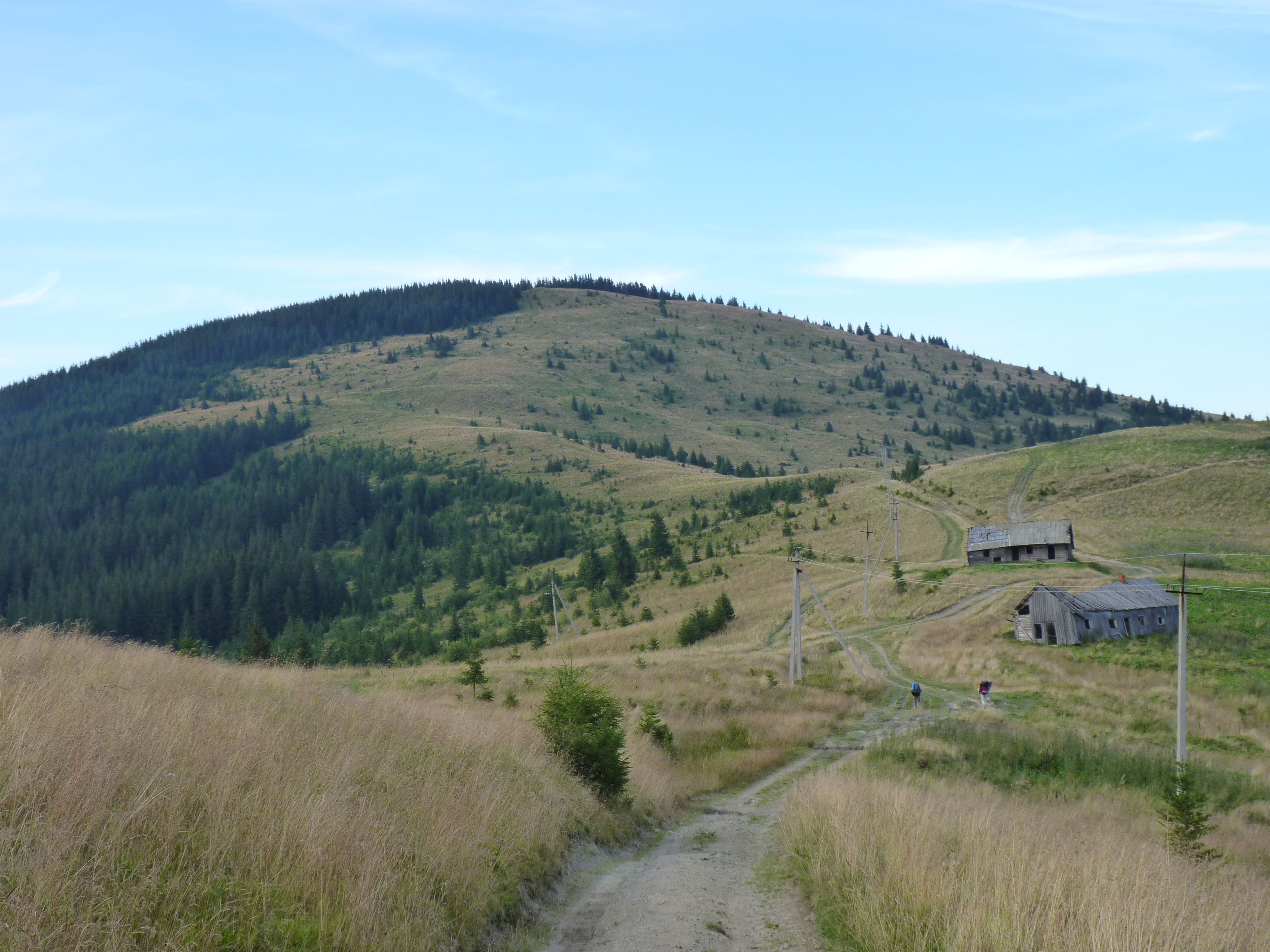
Góra Jarowycia (2014)
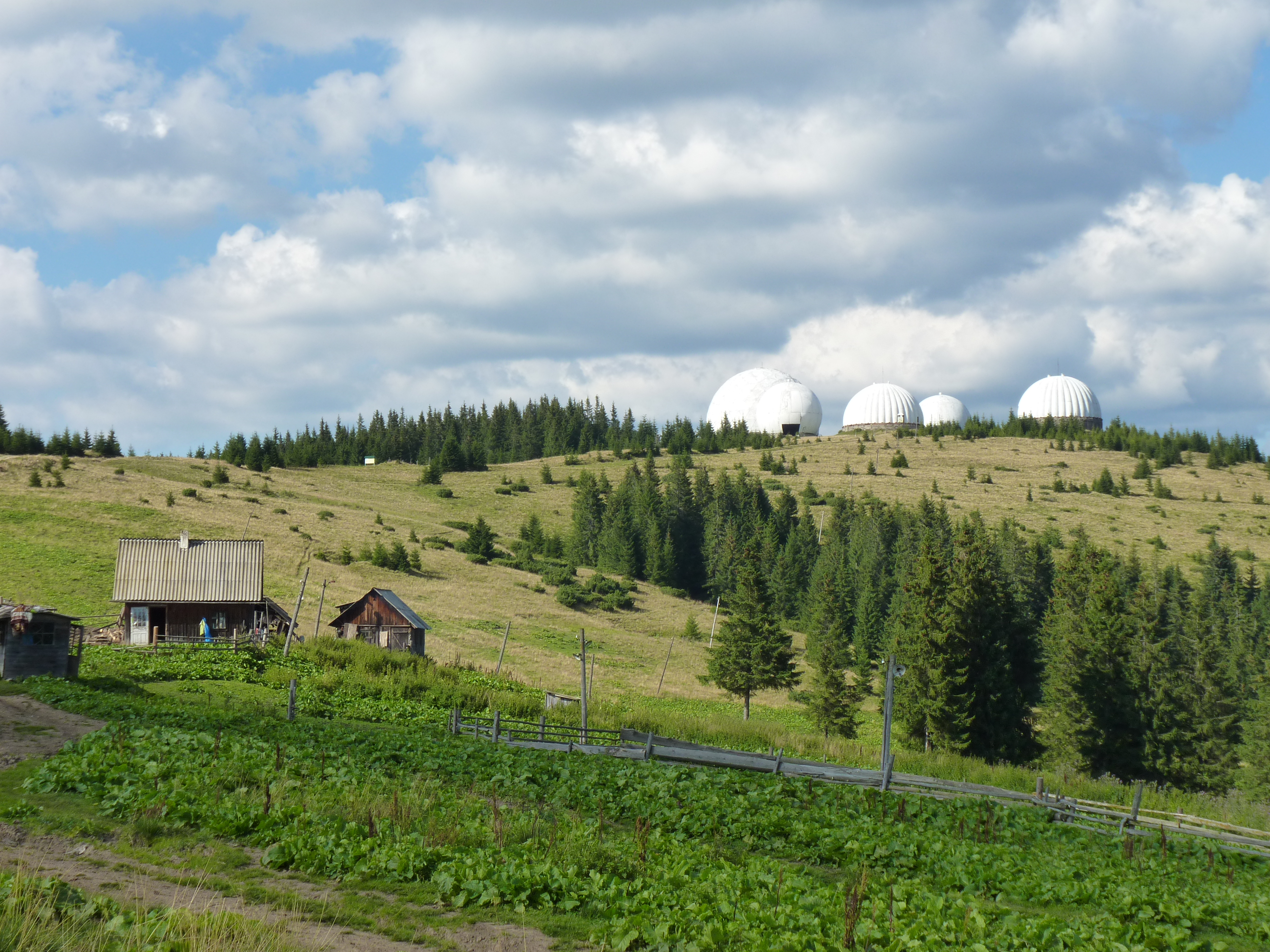
Góra Tomnatyk (2014)
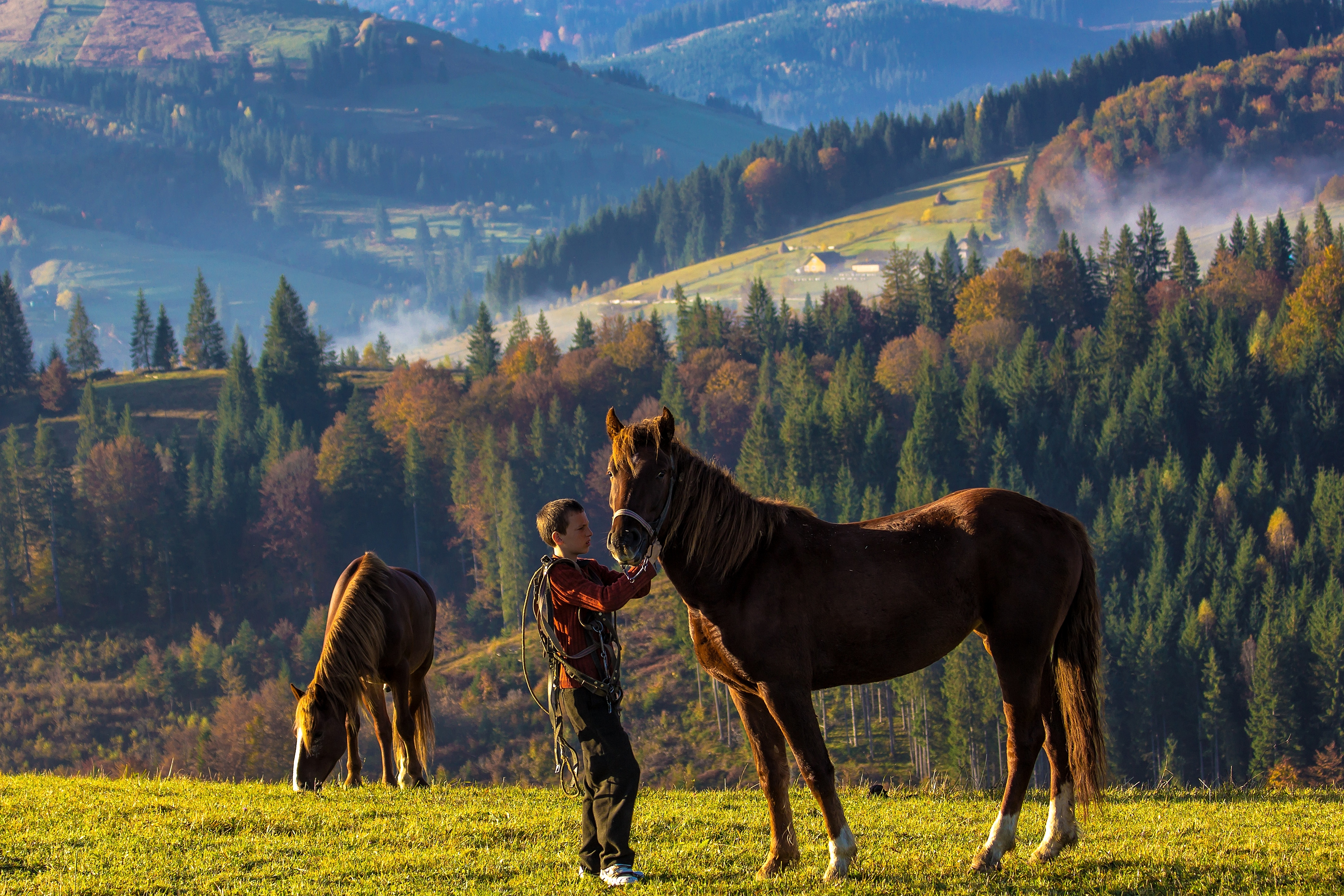
Wypas koni na połoninach (2014)
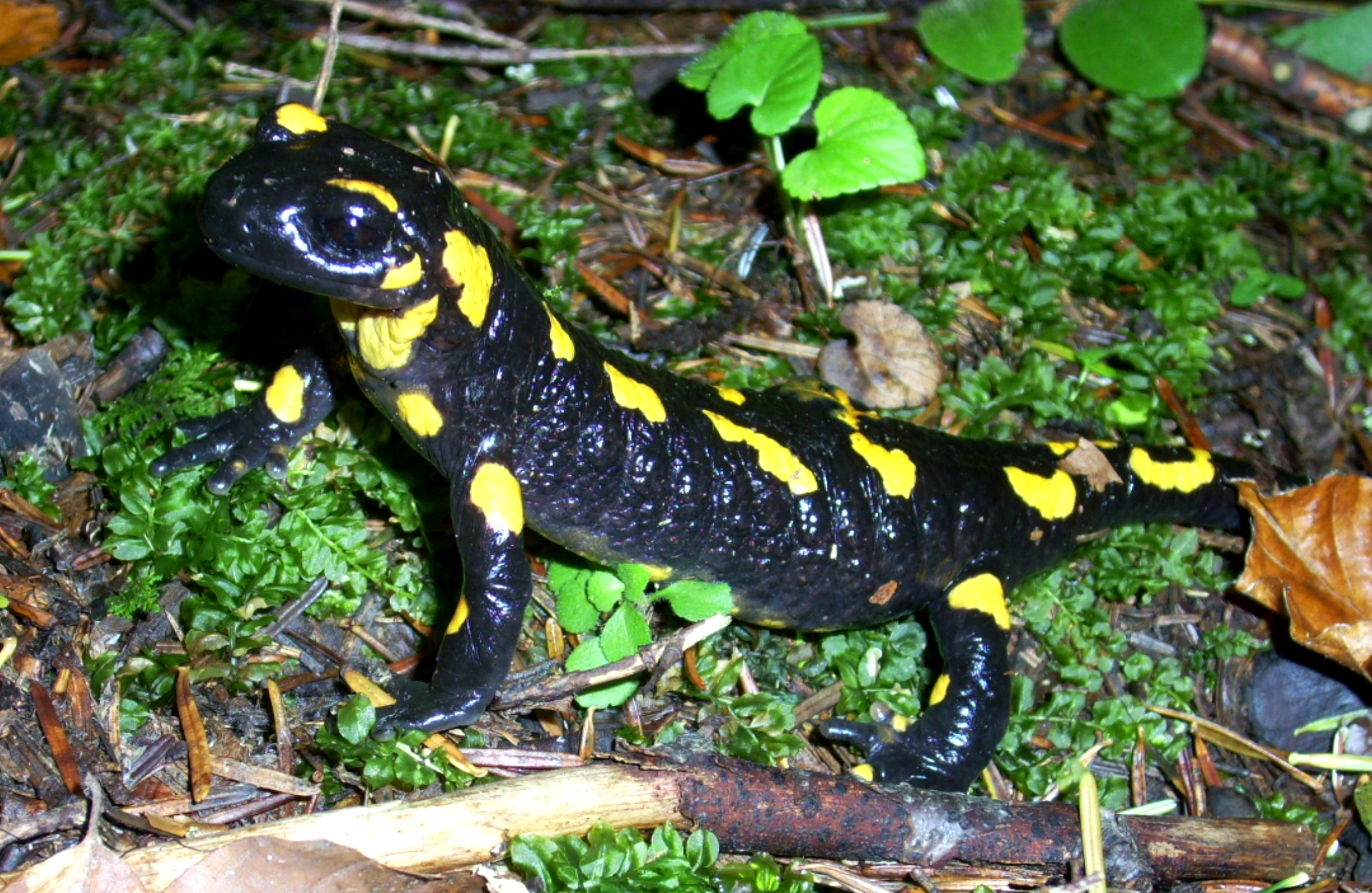
Salamandra plamista (2008)
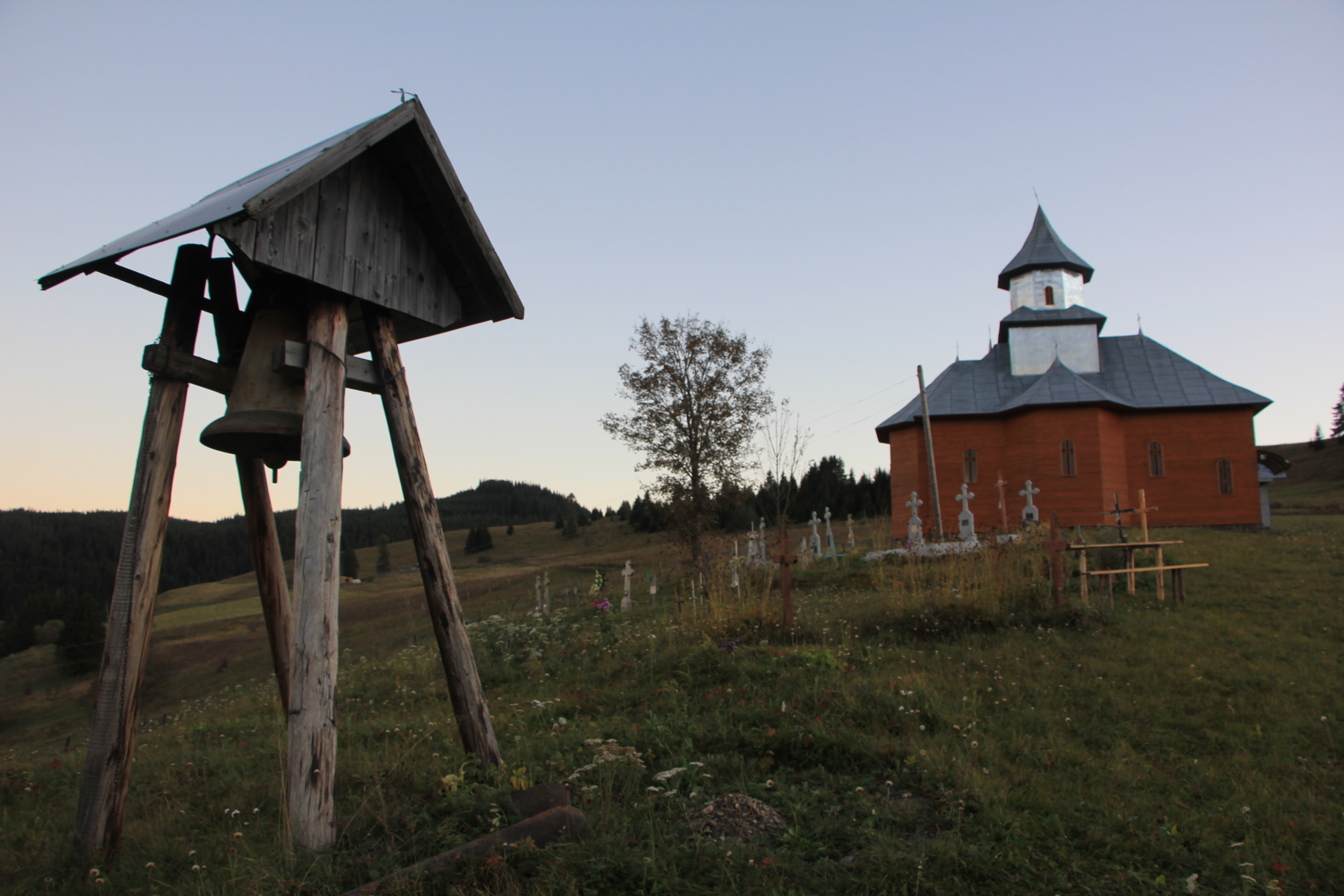
Kościół św. Jana Chrziciela w Saracie (2018)
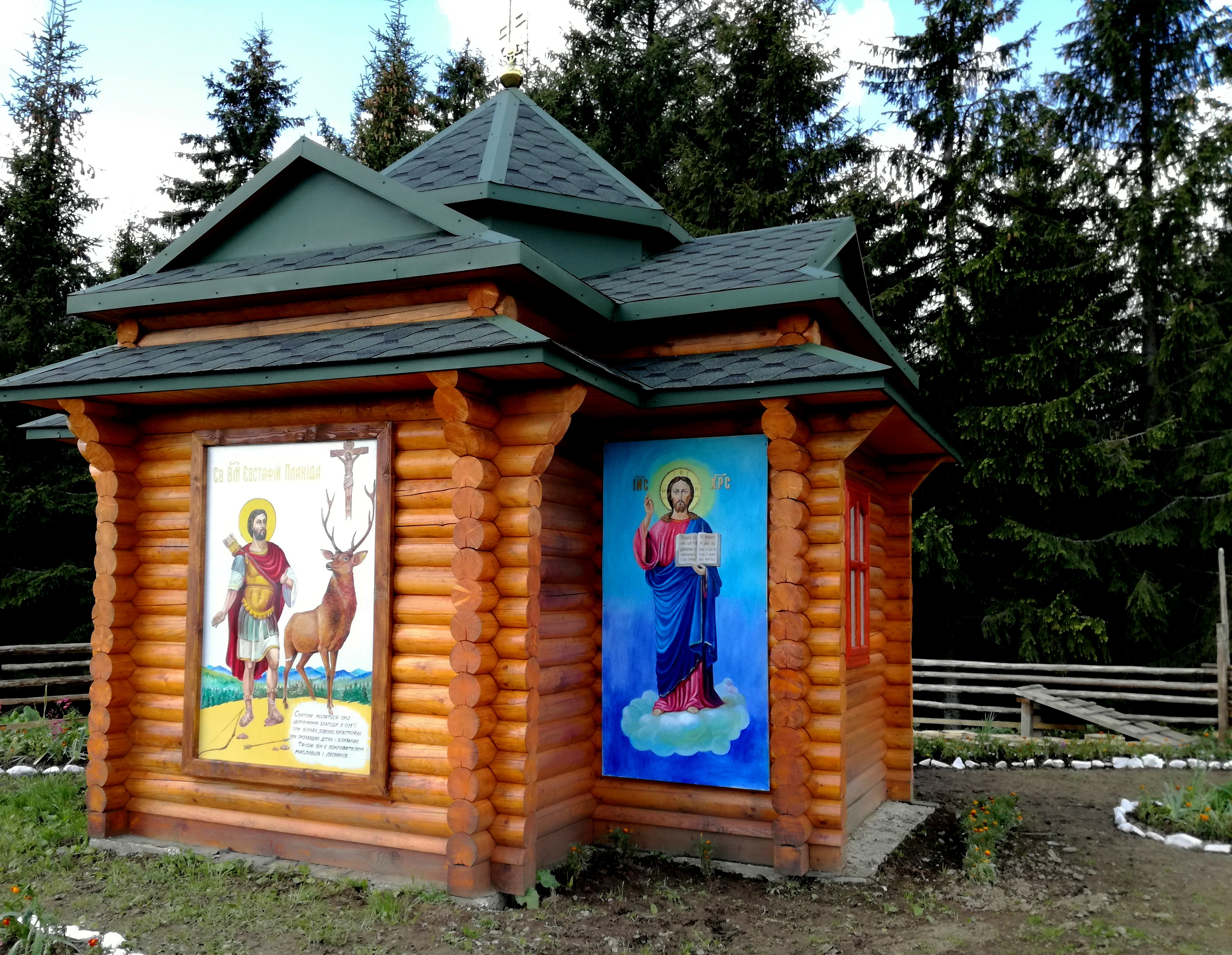
Kaplica św. Eustachiusza (2018)